# 李心伝
李 心伝（り しんでん、1166年 - 1243年）は、中国南宋時代の歴史家。字は微之。隆州井研県の出身。父は李舜臣、兄弟に李道伝・李性伝がいる。

## 略歴
科挙では進士となった。歴史に通じ、『建炎以来繋年要録』などの編纂を行った。ただし四川関係の人物が重視され、東南関係は軽視される傾向があるといわれている。